# Diccionari català de l'Alguer
El Diccionari català de l'Alguer de Josep Sanna es va editar el 1988. És el primer intent seriós d'ordenar sistemàticament les formes lèxiques del dialecte català que es parla a la ciutat de l'Alguer, a l'illa de Sardenya.
La importància i el valor d'aquest diccionari té dos vessants. D'una banda, és un recull alfabetitzat del lèxic alguerès fet per l'autor directament de la gent del camp, de la marina, dels oficis, etc., amb inclusió de formes tradicionalment emprades en alguerès que no pertanyen al tronc català, sinó que provenen del sard o bé, en camps semàntics concrets, de l'italià o fins i tot del castellà. El diccionari consta, en total, de 25.000 paraules. De l'altra, és la fixació ortogràfica dels mots algueresos segons la normativa estàndard.
L'autor, per tal de poder salvar la diferència que es pot trobar entre la normativa i la pronúncia real, incorpora en el diccionari dues transcripcions fonètiques. Una d'aquestes transcripcions és segons els signes gràfics italians, i l'altra és segons l'Alfabet Fonètic Internacional.
En el diccionari també podem trobar juntament amb la definició l'equivalència de la paraula en el català comú i alguns exemples d'ús.